# 高频定向仪
高频定向仪是一种盟军在二战时期发明并装备的，用于针对U型潜艇的仪器。高频定向仪能够发现并定位使用无线电发报的潜艇，从而进一步打击德军潜艇部队。